# Cornell Woolrich
Cornell George Hopley-Woolrich (4 tháng 12 năm 1903 – 25 tháng 9 năm 1968) là một tiểu thuyết gia Mỹ và viết truyện ngắn dưới bút danh William Irish & George Hopley.
Woolrich là một trong những nhà văn chuyên viết thể loại trinh thám thành công nhất trong thập niên 1940, chỉ sau Dashiell Hammett, Erle Stanley Gardner và Raymond Chandler. Nhiều kịch bản phim đã được chuyển thể từ tác phẩm của Woolrich hơn bất kỳ tiểu thuyết tội phạm khác, và nhiều câu chuyện của ông đã được chuyển thể trong chương trình radio Suspense và một số chương trình phát thanh khác ở Mỹ. Ở Việt Nam, nhiều truyện ngắn của ông đã được dịch và đăng trên tạp chí Kiến Thức Ngày Nay vào cuối thập niên 1990.

## Tiểu sử
Sinh ra ở thành phố New York, cha mẹ của Woolrich chia tay khi ông còn trẻ. Ông sống một thời gian ở Mexico với cha mình trước khi trở về thành phố New York sống cùng với mẹ là bà Claire Attalie Woolrich.
Ông đã từng học Đại học Columbia nhưng lại nghĩ ngang vào năm 1926 mà không cần tốt nghiệp khi cuốn tiểu thuyết đầu tiên của mình, Cover Charge, được xuất bản. Cover Charge là một trong sáu tiểu thuyết lấy cảm hứng từ tác phẩm của F. Scott Fitzgerald. Ông nhanh chóng chuyển sang chú tâm viết tiểu thuyết trinh thám,và xuất bản dưới bút danh của mình.
Thời trẻ, Woolrich là người đồng tính luyến ái.. Năm 1930, trong khi làm việc như một nhà biên kịch ở Los Angeles, Woolrich kết hôn với Violet Virginia Blackton (1910-1965), con gái của nhà sản xuất phim câm J. Stuart Blackton. Họ chia tay sau ba tháng, và chính thức ly dị vào năm 1933.
Woolrich trở về New York, cùng mẹ chuyển vào sống ở khách sạn Marseille. Khi mẹ ông mất vào ngày 6 tháng 10 năm 1957, ông chuyển đến khách sạn Franconia. Vài năm sau, ông gia nhập Đảng Cộng sản cùng với một số nhà văn khác tại Manhattan. Ông mất ngày 25 tháng 9 năm 1968 và được chôn cất tại Nghĩa trang Ferncliff, thành phố Hartsdale, New York.
Tài sản để lại của ông khoảng $850.000 và được tặng cho Đại học Columbia để ban học bổng cho sinh viên báo chí.

## Tác phẩm

### Tiểu thuyết
Woolrich viết tiểu thuyết từ năm 1940 cho đến 1948.
Woolrich qua đời để lại một cuốn tiểu thuyết chưa hoàn thành, The Loser; được công bố năm 2005.
- Cover Charge (1926)
- Children of the Ritz (1927)
- Times Square (1929)
- A Young Man's Heart (1930)
- The Time of Her Life (1931)
- Manhattan Love Song (1932)
- Cô dâu đen (The Bride Wore Black, 1940)
- The Black Curtain (1941)
- Marihuana (1941, ký William Irish)
- Ám ảnh đen (Black Alibi,1942)
- Người đàn bà trong đêm (Phantom Lady, 1942, ký William Irish)
- The Black Angel (1943, dựa trên truyện ngắn Murder in Wax viết năm 1935)
- The Black Path of Fear (1944)
- After Dinner Story (1944, ký William Irish)[5]
- Hạn chót lúc bình minh (Deadline at Dawn, 1944, ký William Irish)
- Đêm ngàn mắt (Night Has a Thousand Eyes,1945, ký George Hopley)
- Theo em vào bóng đêm (Waltz into Darkness, 1947, ký William Irish)
- Điểm hẹn đen (Rendezvous in Black, 1948)
- Kết hôn với người chết (I Married a Dead Man, 1948, ký William Irish)
- Savage Bride (1950)
- Fright (1950, ký George Hopley)
- You'll Never See Me Again (1951)
- Strangler's Serenade (1951, ký William Irish)
- Hotel Room (1958)
- Death is My Dancing Partner (1959)
- The Doom Stone (1960, đăng trước đó trong tạp chí Argosy 1939)
- Into the Night (1987, một bản thảo chưa hoàn chỉnh bởi Lawrence Block)

### Truyện ngắn
- I Wouldn't Be in Your Shoes (ký William Irish), Lippincott 1943
- After Dinner Story (ký William Irish), Lippincott, 1944
- If I Should Die Before I Wake (ký William Irish), Avon, 1946
- Borrowed Crime (ký William Irish), Avon, 1946
- The Dancing Detective (ký William Irish), Lippincott, 1946
- Dead Man Blues (ký William Irish), Lippincott, 1948
- The Blue Ribbon (ký William Irish), Lippincott, 1949
- Six Nights of Mystery (ký William Irish), Popular Library, 1950
- Eyes That Watch You-as (ký William Irish), Rinehart, 1952
- Bluebeard's Seventh Wife (ký William Irish), Popular Library, 1952
- Nightmare Dodd, Mead, 1956
- Violence Dodd Mead, 1958
- Hotel Room Random House, 1958
- Beyond the Night Avon, 1959
- The Dark Side of Love Walker, 1964
- The Ten Faces of Cornell Woolrich Simon and Schuster, 1965
- Nightwebs: A Collection of Stories Harper & Row, 1971
- Angels of Darkness Mysterious Press, 1978
- The Fantastic Stories Of Cornell Woolrich Southern Illinois University Press, 1981
- Darkness at Dawn Southern Illinois University Press, 1985
- Vampire's Honeymoon Carroll & Graf, 1985
- Blind Date with Death Carroll & Graf, 1985
- Night and Fear: A Centenary Collection of Stories Carroll and Graf, 1995
- Tonight, Somewhere in New York: The Last Stories and an Unfinished Novel Carroll and Graf, 2005
- Love and Night: Unknown Stories'' Dennis McMillan, 2007
- Four Novellas of Fear A. J. Cornell Publications, 2010

## Những bộ phim dựa theo truyện của Woolrich
- Convicted (1938) (truyện Face Work)
- Street of Chance (1942) (tiểu thuyết The Black Curtain)
- The Leopard Man (1943) (tiểu thuyết Black Alibi)
- Phantom Lady (1944) (tiểu thuyết)
- The Mark of the Whistler (1944) (truyện Dormant Account)
- Deadline at Dawn (1946) (tiểu thuyết)
- Black Angel (1946) (tiểu thuyết)
- The Chase (1946) (tiểu thuyết The Black Path of Fear)
- Fall Guy (1947) (tiểu thuyết Cocaine)
- The Guilty (1947) (truyện He Looked Like Murder)
- Fear in the Night (1947) (truyện Nightmare)
- The Return of the Whistler (1948) (truyện All at Once, No Alice)
- I Wouldn't Be in Your Shoes (1948) (truyện)
- Night Has a Thousand Eyes (1948) (tiểu thuyết)
- The Window (1949) (truyện The Boy Cried Murder)
- No Man of Her Own (1950) (tiểu thuyết I Married a Dead Man)
- El Pendiente (1951) (truyện The Death Stone) đạo diễn bởi León Klimovsky.
- Si muero antes de despertar (1952) (truyện If I Should Die Before I Wake) đạo diễn bởi Carlos Hugo Christensen.
- No abras nunca esa puerta (1952) (truyện Somebody on the Phone và Humming Bird Comes Home) đạo diễn bởi Carlos Hugo Christensen.
- Rear Window (1954) (truyện It Had to Be Murder) đạo diễn bởi Alfred Hitchcock
- Rear Window (1998) (truyện It Had to Be Murder) remake với Christopher Reeve
- Obsession (1954) (truyện Silent as the Grave)
- Nightmare (1956) (truyện)
- The Bride Wore Black (1968) (tiểu thuyết) directed by François Truffaut
- Mississippi Mermaid  (1969) (tiểu thuyết Waltz Into Darkness) đạo diễn bởi François Truffaut
- Kati Patang (1970) (tiểu thuyết I Married a Dead Man) [6]
- Seven Blood-Stained Orchids (1972) (tiểu thuyết Rendezvous in Black)
- Union City (1980) (tiểu thuyết The Corpse Next Door)
- I Married a Shadow (1983) (tiểu thuyết I Married a Dead Man)
- Cloak & Dagger (1984) (truyện The Boy Who Cried Murder)
- Mrs. Winterbourne (1996) (truyện I Married a Dead Man)
- Original Sin (2001) (tiểu thuyết Waltz Into Darkness)
- Four O'Clock (2006) (truyện Three O'Clock)

## Khác
Lane, Joel. "Mansions of Fear: The Dark Houses of Cornell Woolrich". Wormwood No 3 (Autumn 2004), 22-32.